# Aržan (jezero)
Aržan (perz. ارژن) je slatkovodno jezero u iranskoj pokrajini Fars, smješteno u aluvijalnoj kotlini omeđenoj planinama Zagrosa. Jezero ima površinu od 14 km², dubinu do 4,0 m i zapremninu od 56 milijuna m³, no navedene vrijednosti mogu bitno oscilirati ovisno o godišnjem dobu ili sušama zbog kojih ponekad potpuno presuši. Aržan nema stalnih pritoka i napaja se otjecanjem odnosno padalinama. Nadmorska visina jezera iznosi 1990 m i jedno naselje na njegovoj obali jest istoimeno selo Aržan smješteno na sjevernoj strani. Zbog bioraznolikosti u jezeru i pripadajućim močvarama, dana 23. lipnja 1975. godine Aržan je zajedno s obližnjim Parišanom proglašen ramsarskim područjem, a godinu dana kasnije kod UNESCO-a je priznat kao rezervat biosfere. Zaštićena područja koja uključuju dva jezera i okolne šume protežu se na 52,8 km².

## Etimologija
Etimološko podrijetlo Aržana perzijskog je podrijetla i podrazumijeva planinsku ravan ili gorki badem. Ostali oblici hidronima koji se pojavljuju u literaturi (uglavnom engleskoj) su Arzan, Arzhan i Arjan, a ponekad se javlja i u obliku složenice Dašt-e Aržan (dosl. Aržanska ravan).

## Zemljopis
Aržan se nalazi na središnjem dijelu Zagrosa odnosno u tektonskoj kotlini koja se okomito na planinski lanac pruža u smjeru sjeveroistok-jugozapad i tektonski je oblikovana tijekom mezozoika. Kotlina je prema zapadu omeđena planinama Kuh-e Čae-Barfi (2852 m) i Kuh-e Aržan (2807 m), a prema istoku padinama Kuh-e Bila (2259 m). U užem smislu, zapadni litoralni pojas jezera proteže se preko aluvija i vrlo je blagog nagiba, dok se istočna obala nalazi tik do planine i vrlo je strma. Ove se litice sastoje pretežito od vapnenca i datiraju se u oligocen i miocen. Oblik jezera je izdužen i proteže se duljinom od 6,0 km, najveća širina mu iznosi 3,0 km, a površina 14 km². Zbog relativno velike nadmorske visine jezera od 1990 m i hladnijih klimatskih uvjeta, okolica Aržana slabo je naseljena i jedno naselje koje mu gravitira jest istoimeno selo Aržan na sjevernoj obali.

## Hidrologija
U hidrološkom i hidrogeološkom smislu, kotlina Aržana pripada kompleksnoj krškoj regiji Zagrosa sastavljenoj od paralelnih planina između kojih se pružaju doline ili kotline. Planine geološki predstavljaju antiklinale, a aluvijalne ravnice položene su na njihovim vapnenačkim vodonosnicima. U poprečnom presjeku ovaj reljef ima oblik kaskada koje se spuštaju prema jugozapadu − padaline se površinskim otjecanjem provode s planinskih padina do kotlina, a potom u obliku podzemnih voda do susjedne kotline na nižoj razini. Aržan u potpunosti ovisi o ovom hidrološkom ciklusu jer nema površinskih pritoka i vodom ga napajaju isključivo padaline odnosno otjecanje sa susjednih planina. S obzirom na to da se nalazi na najvišoj razini u odnosu na usporedne kaskadne kotline, voda iz Aržana otječe u dva smjera − na sjeveru prema dolini rijeke Mand koja pritječe Perzijskom zaljevu, te na jugu prema nižim kotlinama. U hidrogeološkoj je interakciji s jezerom Parišan koje je udaljeno 15 km prema jugozapadu i smješteno je na gotovo 1200 m nižoj nadmorskoj visini. Za razliku od šire okolice u kojoj prevladava vruća pustinjska klima (BWh), u kotlini Aržana izražena je sredozemna klima (Csa) zbog koje vladaju niže temperature odnosno veća količina padalina. U planinama oko slatkovodnog Aržana nije izražen fenomen prodiranja dijapira pa ima različite limnološke karakteristike u odnosu na velika slana jezera u Farsu kao što su Bahtegan, Maharlu ili Tašk.

## Flora i fauna
| Pjegava patka(Marmaronetta angustirostris)  |  | Pjegava patka(Marmaronetta angustirostris) |
| Pjegava patka (Marmaronetta angustirostris) |  | Patka njorka (Aythya nyroca)               |

Močvarna tla Aržana staništem su brojnim biljnim i životinjskim vrstama zbog čega su 1975. i 1976. godine proglašeni ramsarskim područjem odnosno rezervatom biosfere. Fauna okolice uključuje 44 vrste sisavaca i desetke vrsta ptica stanarica i selica kao što su dalmatinski pelikan, Ružičasti nesit, pjegava patka, patka njorka, čakora, kokošica (Rallus aquaticus), velika sultanka (Porphyrio porphyrio), mala štijoka, liska (Fulica atra), orao štekavac, kraljevski orao, eja močvarica, stepski sokol, pustinjski sokol, sivi ždral, riječni galeb, blistavi ibis i čaplja žličarka. Najveću opasnost za ptice predstavljaju krivolov i dva dalekovoda s visokim naponom koji su kasnih 1970-ih izgrađeni nad samim jezerom. U djelima ranoislamskih zemljopisaca poput Hodud al-alama ili Mustavfijevog Nozhat al-koluba spominje se da su na livadama Aržana obitavali su veprovi i lavovi, a njihove navode potvrđuju i novovjekovni putopisci. Aržan je eutrofikacijsko jezero i njegove prirubne močvare obiluju običnom trskom (Phragmites australis), rogozom (Typha), sitom (Juncus) i drugim amfibijskim biljkama. Na padinama okolnih planina prevladavaju šume hrasta, akacije, pistacije ili grmovi Amygdalus erioclada.

## Poveznice
- Zemljopis Irana
- Popis iranskih jezera